# Thomas Nelson Page
Thomas Nelson Page född 23 april 1853, död 1 november 1922, var en amerikansk advokat och författare. Han tjänstgjorde även som amerikansk ambassadör i Italien under president Woodrow Wilsons administration, inklusive under första världskriget. 

## Biografi
Page föddes i byn Beaverdam i Virginia, och var släkt med Nelson- och Pagefamiljerna. Trots att han kom från en engång välbärgad släkt, efter amerikanska inbördeskriget, vilket började då han var 8 år, blev hans föräldrar och närstående kraftigt utarmade under rekonstruktionstiden och hans tonår. Han påbörjade studier vid skolan som nu är känd under namnet Washington and Lee University i Lexington, Virginia men tvingades avsluta sina studier i förtid på grund av finansiella problem. Efter att ha arbetat ett tag, blev han inskriven för att läsa juridik vid University of Virginia. 
Han arbetade som advokat i Richmond mellan åren 1876 och 1893, och påbörjade sin författarkarriär. Han gifte sig med Anne Seddon Bruce 28 juli 1886. Hon dog 21 december 1888 av en blödning i strupen. 
6 juni 1893 gifte han om sig med Florence Lathrop Field och flyttade till Washington, D.C.. Där fortsatte han sitt skrivande som ändade i arton volymer då hans samlade verk sammanställdes och gavs ut 1912. Page populariserade den så kallade plantagetraditions-genren (plantation tradition) i södra USA, vilken framhåller en idealiserad version av livet innan det amerikanska inbördeskriget, med slavar som arbetar för älskade husbönder och deras familjer. Hans novellsamling, In Ole Virginia, 1887, är ett av huvudverken inom denna genre. En annan av hans novellsamlingar har titeln The Burial of the Guns, 1894. 
Under president Woodrow Wilson, tjänstgjorde Page som USA:s ambassadör i Italien under sex år mellan 1913 och 1919. Hans bok Italy and the World War, 1920 är en beskrivning av hans tjänstgöringstid där.
Han dog 1922 i Hanover County, Virginia.

### Utgivet på svenska
- Vid floden, 1911, (On Newfound River, 1891), (översättning:Amalia Fahstedt)